# David O’Loughlin
David O’Loughlin (* 29. April 1978 in Cong im County Mayo) ist ein ehemaliger irischer Radrennfahrer.
Nachdem O’Loughlin 2000 beim Straßenrennen um die irische Meisterschaft in der U23-Klasse gewonnen hatte, wurde er noch sechsmal irischer Meister der Elite, darunter dreimal im Straßenrennen, zweimal im Einzelzeitfahren und einmal im Kriterium. 2003 siegte er im Eintagesrennen Archer Grand Prix. 2004 gewann er das Eintagesrennen Lincoln Grand Prix und das Shay Elliot Memorial. Außerdem gewann er 2005 einen Abschnitt bei dem kanadischen Etappenrennen Tour de Beauce sowie 2008 und 2010 beim irischen Etappenrennen FBD Insurance Rás.
O’Loughlin nahm an den Olympischen Sommerspielen 2008 in Peking teil. Er startete in der Einerverfolgung auf der Bahn und belegte Rang elf.

## Palmarès
2000
- Irischer Meister – Straßenrennen (U23)

2003
- Archer International Grand Prix
- Irischer Meister – Einzelzeitfahren

2004
- Shay Elliott Memorial
- Lincoln International Grand Prix
- eine Etappe An Post Rás
- Irischer Meister – Straßenrennen

2005
- eine Etappe Tour de Beauce
- Irischer Meister – Straßenrennen

2006
- Irischer Meister – Kriterium
- Irischer Meister – Einzelzeitfahren

2007
- Irischer Meister – Straßenrennen

2008
- eine Etappe FBD Insurance Rás

2010
- eine Etappe FBD Insurance Rás

## Teams
- 2000 Linda McCartney Racing Team (Stagiaire)
- 2002 Ofoto-Lombardi Sports
- 2003 Ofoto-Lombardi Sports
- 2005 Navigators Insurance
- 2006 Navigators Insurance
- 2007 Navigators Insurance
- 2008 Pezula Racing Team
- 2009 An Post-Sean Kelly Team
- 2010 An Post-Sean Kelly
- 2011 Giant Kenda Cycling Team (bis 31.07.)